# En la plaza
En la plaza es un cortometraje uruguayo de 2004. Está escrito y dirigido por Enrique Buchichio, e interpretado por Mirella Pascual, Ricardo Couto, Carina Fossati y José Carlos Ramos. Recibió el Premio Kodak al mejor trabajo presentado por Uruguay en el V Festival Internacional de Escuelas de Cine (Montevideo, 2004) y una mención especial del jurado de escuelas de cine en el XII Festival Latinoamericano de Video y Artes Audiovisuales Rosario (Rosario de Santa Fe, 2005).

## Sinopsis
Julia conoce a Alfredo en 1965, en la plaza Independencia de Montevideo. Casi como jugando, él le promete que se casarán el día que se inaugure el palacio de Justicia. Pero así como la construcción del edificio se posterga, también la promesa de casamiento ante la militancia y, luego, el exilio... hasta que treinta años después se reencuentran.

## Protagonistas
- Mirella Pascual (Julia, adulta)
- Ricardo Couto (Alfredo, adulto)
- Carina Fossati (Julia, joven)
- José Carlos Ramos (Alfredo, joven)